# Payena pseudoterminalis
Payena pseudoterminalis är en tvåhjärtbladig växtart som beskrevs av Herman Johannes Lam. Payena pseudoterminalis ingår i släktet Payena och familjen Sapotaceae. Inga underarter finns listade i Catalogue of Life.